# Mtowisa
Mtowisa è una circoscrizione mista (mixed ward) della Tanzania situata nel distretto rurale di Sumbawanga, regione di Rukwa. Conta una popolazione di 26 143 abitanti (censimento 2012).